# Stopićeva jama
Stopićeva jama (srbsko Стопића пећина, Stopića pećina) je ena od najznamenitejših kraških jam v Srbiji. Nahaja se med vasema Trnava in Rožanstva, okoli 250 km od Beograda, 30 km od Užica in 19 km od regionalne ceste Užice–Jadransko morje. Nad jamo poteka cesta Užice–Sirogojno.
Stopićeva jama je vodna jama, skozi katero teče Trnavski potok. Ima impresiven obokan vhod, širok 35 metrov in visok 18 metrov. Brez nedavno odkritega stranskega jamskega sistema je dolga 1691,5 metrov, ima površino okoli 7911,5 m² in prostornino več kot 120.000 m³. Vhod v jamo je na nadmorski višini 711,18 metrov.  
Jamo sestavlja pet enot: Svetla dvorana, Temna dvorana, Velika dvorana, Kanal s kadmi in Rečni kanal. Jama nima veliko jamskega okrasja, ima pa velike kadi iz lehnjaka, nekatere globoke do sedem metrov. Na stenah so kamnite tvorbe, podobne različnim živalim (slon) in predmetom. 

## Galerija
- Vhod v jamo
- Kadi iz lehnjaka